# Йенссен, Ульрик
Ульрик Иттергор Йенссен (норв. Ulrik Yttergård Jenssen; 17 июля 1996, Тромсё, Норвегия) — норвежский футболист, защитник клуба «Русенборг».

## Клубная карьера
Йенссен — воспитанник клуба «Тромсё» из своего родного города. В 2013 году Ульрик перешёл во французский «Лион». Для получения игровой практики он выступал за дублирующий состав команды. В 2016 году Йенссен вернулся в «Тромсё», подписав контракт на 3,5 года. 5 августа в матче против «Олесунна» он дебютировал в Типпелиге. В поединке против «Согндала» Ульрик забил свой первый гол за «Тромсё».
В начале 2018 года Йенссен перешёл в датский «Норшелланн». 11 февраля в матче против «Сённерйюска» он дебютировал в датской Суперлиге. 15 сентября в поединке против «Раннерс» Ульрик забил свой первый гол за «Норшелланн».